# 미네랄니예보디 공항
미네랄니예보디 공항(영어: Mineralnye Vody Airport, 러시아어: Международный Аэропорт Сочи)은 러시아 스타브로폴 지방에 있는 공항으로 주로 러시아 국내선 노선 위주로 활발한 편이다. 미네랄니예보디 도심에서 서쪽으로 4km 떨어진 곳에 위치해 있다.

## 운항 노선

### 국제선
| 항공사            | 목적지                                    |
| ----------------- | ----------------------------------------- |
| 도나비아 항공     | 타슈켄트, 예레반                          |
| 아스트라 항공     | 전세편: 테살로니키                        |
| 아제르바이잔 항공 | 바쿠, 간자                                |
| 엘리나 에어       | 계절편: 테살로니키                        |
| 플라이두바이      | 두바이                                    |
| 코가밀바비아      | 전세편: 샤름엘셰이크                      |
| 노드윈드 항공     | 전세 계절편: 방콕(수완나품), 푸껫, 샤르자 |
| 페가수스 항공     | 이스탄불(사비하괵첸)                      |
| 오렌 에어         | 이스탄불(사비하괵첸)                      |
| 러스라인          | 이스탄불(사비하괵첸)                      |
| 야쿠티아 항공     | 두샨베, 라르나카, 텔아비브(벤구리온)      |
| 우랄 항공         | 두샨베 전세 계절편: 리미니                |
| SCAT 항공         | 악터우                                    |

### 국내선
| 항공사            | 목적지                                                   |
| ----------------- | -------------------------------------------------------- |
| 아에로플로트      | 모스크바(셰레메티예보)                                   |
| 도나비아 항공     | 모스크바(셰레메티예보), 상트페테르부르크, 예카테린부르크 |
| 오렌 에어         | 모스크바(브누코보)                                       |
| 로시야 항공       | 상트페테르부르크                                         |
| AK바 아에로       | 카잔 계절편: 소치                                        |
| 노드스타 항공     | 노릴스크, 예카테린부르크                                 |
| 오렌 에어         | 크라스노다르, 오렌부르크                                 |
| 레드 윙스 항공    | 모스크바(도모데도보)                                     |
| 사라비아 항공     | 사라토프                                                 |
| S7 항공           | 모스크바(도모데도보)                                     |
| 트랜스아에로 항공 | 모스크바(도모데도보) 계절편: 하바롭스크                  |
| 우랄 항공         | 모스크바(도모데도보), 예카테린부르크                     |
| 유테이르 항공     | 모스크바(브누코보), 수르구트                             |
| 야쿠티아 항공     | 심페로폴                                                 |